# Castelmoron-d'Albret
Castelmoron-d'Albret é uma comuna francesa na região administrativa da Nova Aquitânia, no departamento da Gironda. Estende-se por uma área de 0,04 km². Em 2010 a comuna tinha 53 habitantes (densidade: 1 325 hab./km²).600 hab/km².